# Asya Abdullah
Asya Abdullah, właśc. Abdullah Reyhan Muhammed (ur. 1971 w Dêrika Hemko) – kurdyjska polityk, długoletnia członkini Partii Pracujących Kurdystanu (PKK), jedna z założycieli Partii Unii Demokratycznej (PYD) w Syrii oraz pełniąca funkcję starszego stałego członka Unii Wspólnot w Kurdystanie (KCK), zasiadając w wyższym organie administracyjnym.

## Życiorys
Abdullah służyła w Partii Pracujących Kurdystanu (PKK) przez około 25 lat. Jako członek PKK działała w rejonach Qandil i Gara w Iraku, a później również w Syrii.
W 2003 Abdullah została jednym z członków założycieli Unii Partii Demokratycznej (PYD), której celem jest budowanie oddolnej demokracji poprzez rady ludowe, oraz walka o równouprawnienie kobiet. Abdullah została wybrana na współprzewodniczącą PYD na piątym kongresie partii w czerwcu 2012 i przewodziła ugrupowaniu wraz z Salih Muslimem do września 2017.
Jako współprzewodnicząca PYD, Abdullah reprezentowała Rożawę w kontekście syryjskiej wojny domowej. W jednym z wywiadów oświadczyła, że „żadne rozwiązanie nie zostanie zastosowanie z użyciem przemocy”, ale że „utworzenie kantonów i budowa demokratycznej autonomii stanowią przykład dla narodów tego kraju [Syrii]”. W czasie piastowania stanowiska współprzewodniczącej, odbyła wiele spotkań z europejskimi politykami oraz przemawiała na różnych konferencjach. Między innymi, w listopadzie 2016 Abdullah wygłosiła przemówienie na New World Summit w Oslo, opisując rewolucyjny „eksperyment Rożawy”. Reprezentowała również PYD na spotkaniu z prezydentem Francji François Hollande’em w Paryżu w lutym 2015.